# Ézy-sur-Eure
Ézy-sur-Eure település Franciaországban, Eure megyében. Lakosainak száma 3653 fő (2022. január 1.). Ézy-sur-Eure La Couture-Boussey, Croth, Ivry-la-Bataille és Mouettes községekkel határos.

## Népesség
A település népességének változása:
| Lakosok száma | 2023 | 2461 | 2805 | 3101 | 3512 | 3609 | 3670 | 3702 | 3686 | 3653 |
|               | 1968 | 1982 | 1990 | 2006 | 2013 | 2015 | 2017 | 2019 | 2020 | 2022 |